# Eisenbahnunfall in der Bronx
Bei dem Eisenbahnunfall in der Bronx entgleiste am 16. Februar 1907, drei Tage nach Einführung der elektrischen Traktion, ein von zwei Elektrolokomotiven gezogener Schnellzug der New York Central Railroad in der Bronx, New York City, USA. 23 Menschen starben.

## Unfallgeschehen
Der Zug war schneller unterwegs als die Züge, die vorher mit Dampflokomotiven gezogen worden waren. Der Unfall ereignete sich in einer überhöhten Kurve in der Nähe der 205. Straße. Die Überhöhung war für die gefahrene Geschwindigkeit aber ausreichend. Allerdings war der Oberbau nicht für die nun auftretende Fliehkraft ausgelegt: Die Gleisbettung verschob sich, so dass ab dem zweiten Wagen des Zuges alle Fahrzeuge entgleisten.

## Folgen
23 Menschen starben. Nachdem allein im Vorjahr 321 Menschen in den USA bei Eisenbahnunfällen ums Leben gekommen waren, verlangten die Behörden ab sofort eine systematische und genaue Untersuchung solcher Unfälle. Die konkrete Empfehlung aus diesem Unfall lautete schließlich, dass auf Strecken, auf denen Elektrolokomotiven in Doppeltraktion verkehrten, „mehr Schienennägel wünschenswert wären“.